# 형부와 새언니
"형부와 새언니"는 1964년 공개된 대한민국의 영화이다.

## 배역
- 신영균
- 이민자
- 최지희